# Critica delle forme
La critica delle forme (in tedesco: Formgeschichte, "storia delle forme") è un metodo dell'esegesi basato sull'analisi del contesto originale in cui un determinato testo è stato formulato ed è stato usato (Sitz im Leben). Sarebbe questa la chiave per comprenderne il significato autentico. "Forma" qui è traduzione del tedesco Gattung, termine che sarebbe meglio tradotto con "genere letterario" (genre). 
Questo metodo cerca di isolare le fasi pre-letterarie di un testo biblico ricostruendo la vita sociale e le istituzioni di Israele. 
Esponenti di rilievo di questo metodo sono Hermann Gunkel e Sigmund Mowinckel. La critica delle forme nega la storicità dei Vangeli e l'ispirazione divina della Sacra Scrittura e la conseguente inerranza.
Il metodo, però, è stato soprattutto associato con l'opera di Rudolf Bultmann. Egli, appunto, sostiene che i documenti scritti della Bibbia siano basati sulla raccolta di tradizioni orali e afferma che a governare lo sviluppo di queste tradizioni sia stato l'ambiente culturale in cui sono cresciute. 
Per esempio, i Salmi sono considerati testi liturgici per un uso pubblico ed ufficiale in modo simile alle composizioni usate nel mondo antico in simili circostanze. I vangeli non riporterebbero accuratamente gli avvenimenti della vita di Gesù, ma sarebbero piuttosto miti creati dalle prime comunità cristiane, i quali riflettono le correnti sociali, teologiche e culturali dell'epoca. Secondo i presupposti della critica delle forme, queste varie forme di letteratura popolare, leggende, favole, miti e parabole, sarebbero state evocate quando una comunità soffriva di un qualche problema, e persino il processo con cui il problema veniva affrontato, avrebbe prodotto ulteriori modifiche del racconto. Ciò che abbiamo oggi nei vangeli o nell'Antico Testamento, quindi, non sarebbe di fatto una testimonianza della vita di Cristo, ma piuttosto credenze e pratiche in evoluzione della Chiesa primitiva.